# Alexei Alexejewitsch Menschikow

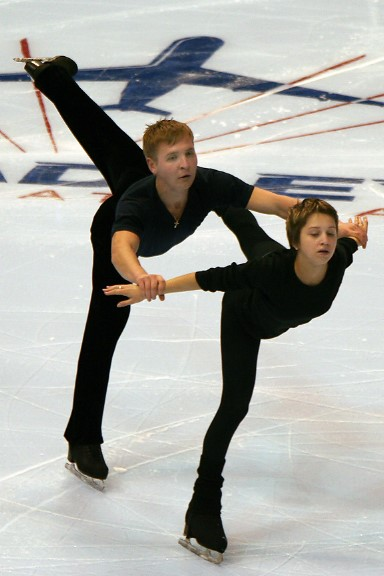
Jelena Jefajewa und Alexei Menschikow (2006)

Alexei Alexejewitsch Menschikow (russisch Алексей Алексеевич Меншиков; * 11. März 1984 in Perm) ist ein ehemaliger russischer Eiskunstläufer, der im Paarlauf startete. 
Er begann im Alter von fünf Jahren mit dem Eislaufen. Seine langjährige Partnerin war Jelena Jefajewa. Zuvor lief er mit Renata Araslanowa. Das Paar Menschikow/Jefajewa wurde von Ludmilla Kalinina trainiert und startete für Orlenok, Perm. Nach der Saison 2006/07 beendete Menschikow seine Eiskunstlaufkarriere.

## Erfolge
(wenn nicht anders erwähnt mit Jelena Jefajewa)

### Europameisterschaften
- 2007 – 6. Rang

### Russische Meisterschaften
- 2001 – 9. Rang (mit Renata Araslanowa)
- 2004 – 6. Rang
- 2005 – 6. Rang
- 2007 – 3. Rang